# Kamru
Kamru (kinesiska: Kangru, 康如) är en socken i Kina. Den ligger i den autonoma regionen Tibet, i den sydvästra delen av landet, omkring 200 kilometer sydväst om regionhuvudstaden Lhasa. Antalet invånare är 1 888. Befolkningen består av 964 kvinnor och 924 män. Barn under 15 år utgör 24,0 %, vuxna 15-64 år 68 %, och äldre över 65 år 7,0 %.
Runt Kamru är det mycket glesbefolkat, med 3 invånare per kvadratkilometer. Närmaste större samhälle är Kangmar, 20,0 km öster om Kamru. Trakten runt Kamru består i huvudsak av gräsmarker.